# Coniochaeta nepalica
Coniochaeta nepalica är en svampart som beskrevs av Minoura, Morinaga & T. Muroi 1977. Coniochaeta nepalica ingår i släktet Coniochaeta och familjen Coniochaetaceae.   Inga underarter finns listade i Catalogue of Life.